# 薛金维
薛金维（1952年—），中华人民共和国政治人物、外交官。
2010年，接替黄长庆，担任中华人民共和国驻喀麦隆大使。